# الخير شوار
الخير شوار روائي جزائري يعمل في الصحافة منذ نهاية تسعينيات القرن العشرين، يشرف على اليوم الأدبي الملحق الثقافي لجريدة اليوم منذ سنة 2003، هو أحد مؤسسي الملحق الثقافي لجريدة الجزائر نيوز سنة 2005. ويشرف على «ديوان الحياة» الملحق الثقافي لجريدة الحياة الجزائرية. عمل مراسلا ثقافيا ليومية الشرق الأوسط اللندنية بين سنتي 2006 و2012. وله مساهمات في كثير من الجرائد الورقية والالكترونية داخل الجزائر وخارجها.

## مؤلفاته

### القصص المنشورة
- «زمن المكاء» قصص عن منشورات الاختلاف الجزائرية سنة 2000.
- «مات العشق بعده» قصص عن منشورات الاختلاف سنة 2005، والطبعة الثانية عن منشورات أهل القلم-2009.
- «حكاية بني لسان» قصة صدرت عن منشورات البيت بالجزائر وترجمت إلى الإنجليزية وصدرت في نيويورك سنة 2009.
- «مغلق أو خارج نطاق التغطية» مجموعة قصصية عن منشورات الكلمة بالجزائر.

### الروايات المنشورة
- «حروف الضباب» رواية عن منشورات الاختلاف والدار العربية للعلوم ومؤسسة محمد بن راشد آل مكتوم[2]، وترجمت إلى الفرنسية.
- «ثقوب زرقاء» رواية عن منشورات دار العين القاهرية سنة 2014.[3]

### كتب أخرى
- «علامات» وهو كتاب أدبي عن منشورات دار أسامة بالجزائر.
- «الأوهام الشهية» وهو كتاب أدبي عن منشورات ألفا بالجزائر سنة 2010.
- «الجزائر EARTH» وهو كتاب في أدب الرحلة عن منشورات سقراط بالجزائر سنة 2011.
- «عرائس العنكبوت» عن منشورات دار التنوير بالجزائر سنة 2012.
- «مثل صائد عصافير في منام» نصوص شعرية عن منشورات الوطن اليوم- 2017

### مقالات الكاتب
مقالات نشرها في صحيفة يومية العربي الجديد
- «سطيف.. المقبرة الجماعية»: ما لا يُنسى بالتقادم تاريخ   2018

- «كولاج»: لقاء السرد والصورة والسياسة تجربة 2018
- صدر قديماً: «اللاز»: ما لم تقله الرواية الرسمية تجربة 2018
- عن «الرعاية السامية» تجربة 2018
- مارسيل بوا.. ترجمة لا تعرف الخيانة سيرة 2018
- ليلي بونيش.. لكن ليس مثل الجزائر سيرة 2018
- عبد الله حمادي.. سيرة مُلغّمة ل «ابن باديس» تاريخ   2018
- رجل البيفتاك قصة قصيرة 2016